# Cosmo (canal de televisão)
Cosmo (anteriormente conhecido como Cosmopolitan TV) é um canal de televisão por assinatura espanhol, operado pela A&E Networks.
O canal começou suas transmissões em 1º de março de 2000 e seu propósito era criar um canal exclusivo para mulheres. Sua programação baseia-se na transmissão de séries, filmes e outros programas de entretenimento voltados principalmente ao público feminino. O nome do canal é licenciado da revista Cosmopolitan também pertencente a Hearst Communications.
Devido ao seu êxito, foi lançado na América Latina em 2002 e no Canadá no início de 2008.

## História
O canal iniciou suas transmissões em 1º de março de 2000, através de uma sociedade entre a Hearst Corportation e a produtora MultiPark, com a direção de Gustavo Basalo. No princípio, o canal dedicava-se quase exclusivamente a transmitir filmes espanhóis, normalmente de gênero dramático. Passou a transmitir séries estrangeiras como Sex and the City, que conseguiram grande sucesso e orientaram uma mudança em sua programação.
Atualmente o canal também exibe documentários sobre as estrelas de Hollywood e suas vidas, e programas de moda que incluem dicas para a audiência, listas das melhores vestidas e os piores erros da moda
Em 30 de janeiro de 2011 iniciaram as transmissões do Cosmo HD, versão em alta definição do canal, e que emite sua programação em formato alta definição 1080i.
O canal participa de iniciativas como o patrocínio da Carrera de la Mujer e campanhas de apoio à luta contra o Câncer de Mama. Também está presente nas redes sociais e possui um acordo estratégico com a rede social Tuenti.